# エヴェレット・ハワード・ハント
エヴェレット・ハワード・ハント・ジュニア（英語: Everette Howard Hunt Jr.、1918年10月9日 - 2007年1月23日）は、アメリカ中央情報局（CIA）工作官、作家。

## プロフィール

### CIA工作官
1918年10月9日にニューヨーク州ハンバーグに生まれ、1940年ブラウン大学卒。父親は共和党の職員で弁護士。
海軍、戦略事務局（CIAの前身）を経て1949年から1970年まではCIAの工作官。
CIAでは、メキシコシティ、東京、工作本部中南米部などで勤務し、モンテビデオ支局長、工作本部欧州部副部長を歴任。PBSUCCESS作戦、ピッグス湾事件、フィデル・カストロ暗殺計画（フィデル・カストロ暗殺未遂事件）に関与した。その後ハントは、リチャード・ニクソンの大統領再選委員会に勤務したことから、ニクソンの大統領再選後にホワイトハウスで働くこととなる。

### 東京での活動
東京には1954年6月から1956年夏まで在勤。公式の肩書はアメリカ陸軍極東司令部民間顧問部勤務であったが、実際の肩書はCIA北アジア司令部秘密作戦主任であった。滞在中は北朝鮮からの亡命者の誘導や、中国見本市のかく乱などを行った。

### ウォーターゲート事件

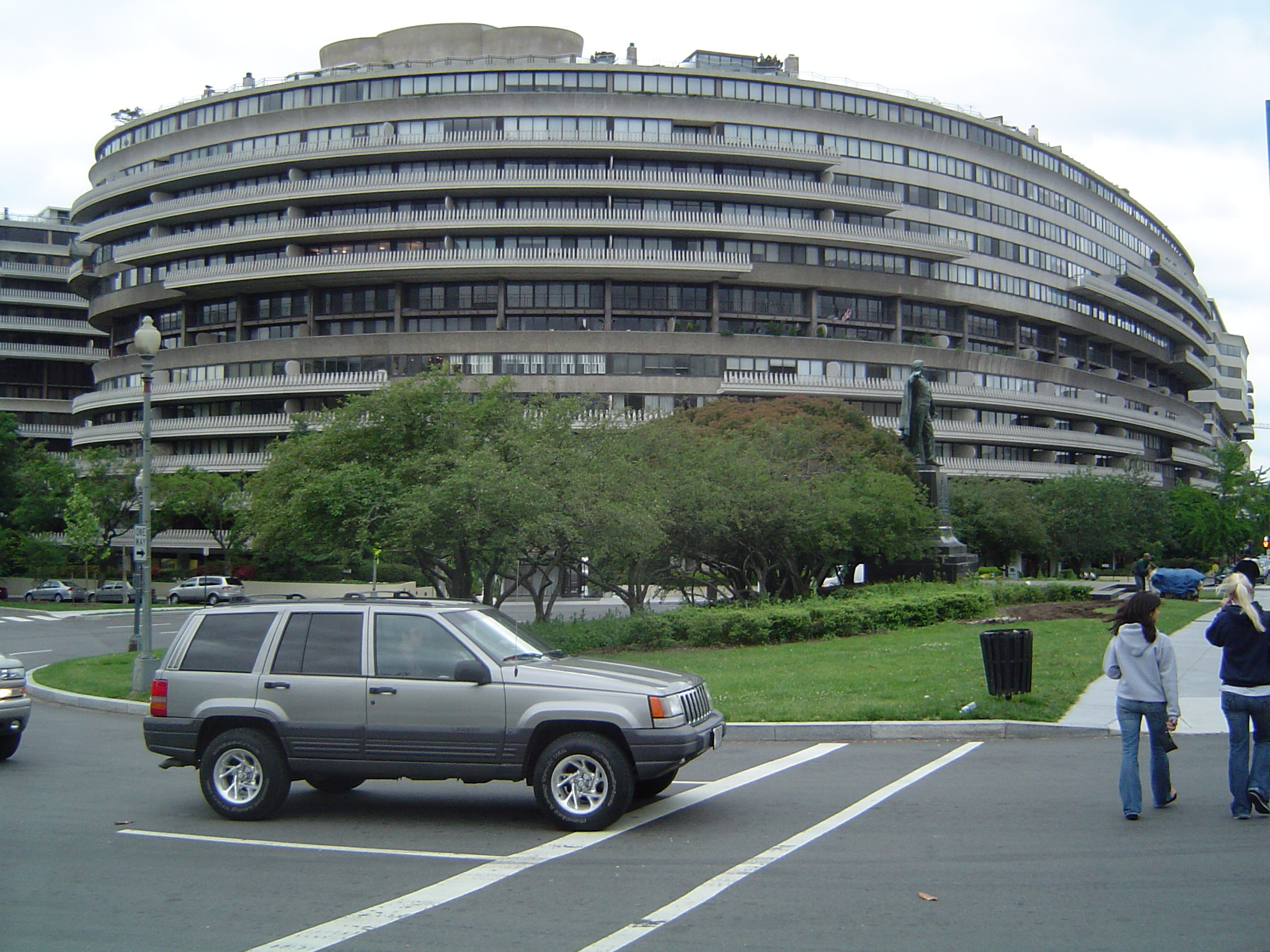
ウォーターゲート･ビル

1972年に軍事専門家のダニエル・エルズバーグが、ニューヨーク・タイムズへ「ペンタゴン・ペーパーズ」として知られるベトナム戦争に関する極秘報告書を送った時、ニクソン政権は当惑を表明した。
同年6月17日深夜にハントはニクソン大統領本人や大統領補佐官の指示のもと、ホワイトハウスの「鉛管工」("plumbers"、「情報の漏れ」をふさぐ責任を負った秘密工作班)の一員として、ジョージ・ゴードン・リディおよび他の者と共にウォーターゲートビルにある民主党全国委員会への侵入を指揮し、さらにエルズバーグが通院していた精神科医、ルイス・フィールディングのオフィスへの侵入の指揮を執った。
その後この事件は公になり、「ウォーターゲート事件」としてアメリカだけでなく世界を揺るがす大事件となる。ニクソン大統領はこの事件への関与を否定したものの責任を取り辞任し、ハント自身も1973年1月に共謀および盗聴の有罪判決を下され、刑務所で33か月服役した。

### 妻の死
妻のドロシーは、ウォーターゲート事件の捜査と報道がまだ沈静化していない1973年12月に、シカゴで起きたユナイテッド航空553便の墜落事故で死亡した。連邦捜査局（FBI）の捜査官が事故現場に50人も投入されたこともあり、その後この事故はマスコミから「事件の隠蔽工作の一環では」とはやし立てられたが、議会やFBI、および国家運輸安全委員会（NTSB）の調査では疑わしいものは何も発見できなかった。

### その後
1974年に行われたアメリカ連邦議会のロックフェラー委員会は、ハントと共にキューバ侵攻計画（ピッグス湾事件）やカストロ暗殺計画に関わったフランク・スタージスを、1963年11月にダラスで起きたケネディ大統領暗殺事件の容疑者と見なしたが、証拠に乏しく立件されるには至らなかった。
CIAの仕事に加えて、ハントはスパイ小説の多作の著者だった。1995年に破産宣告を受け、フロリダ州マイアミで暮らしていたが、2007年に88歳で肺炎で死去した。

## 著作
- 『大統領のスパイ わがCIA20年の告白』青木栄一訳、講談社、1975年[3]